# Ferrari F310
Chronologie des modèles (1996)
Ferrari 412 T2 Ferrari F310B
La Ferrari F310 est la monoplace de Formule 1 engagée par la Scuderia Ferrari dans le cadre du championnat du monde 1996. Elle est pilotée par l'Allemand Michael Schumacher, champion du monde en titre en provenance de  Benetton Formula et par le Britannique Eddie Irvine, venu de l'écurie Jordan.

## Caractéristiques et performances

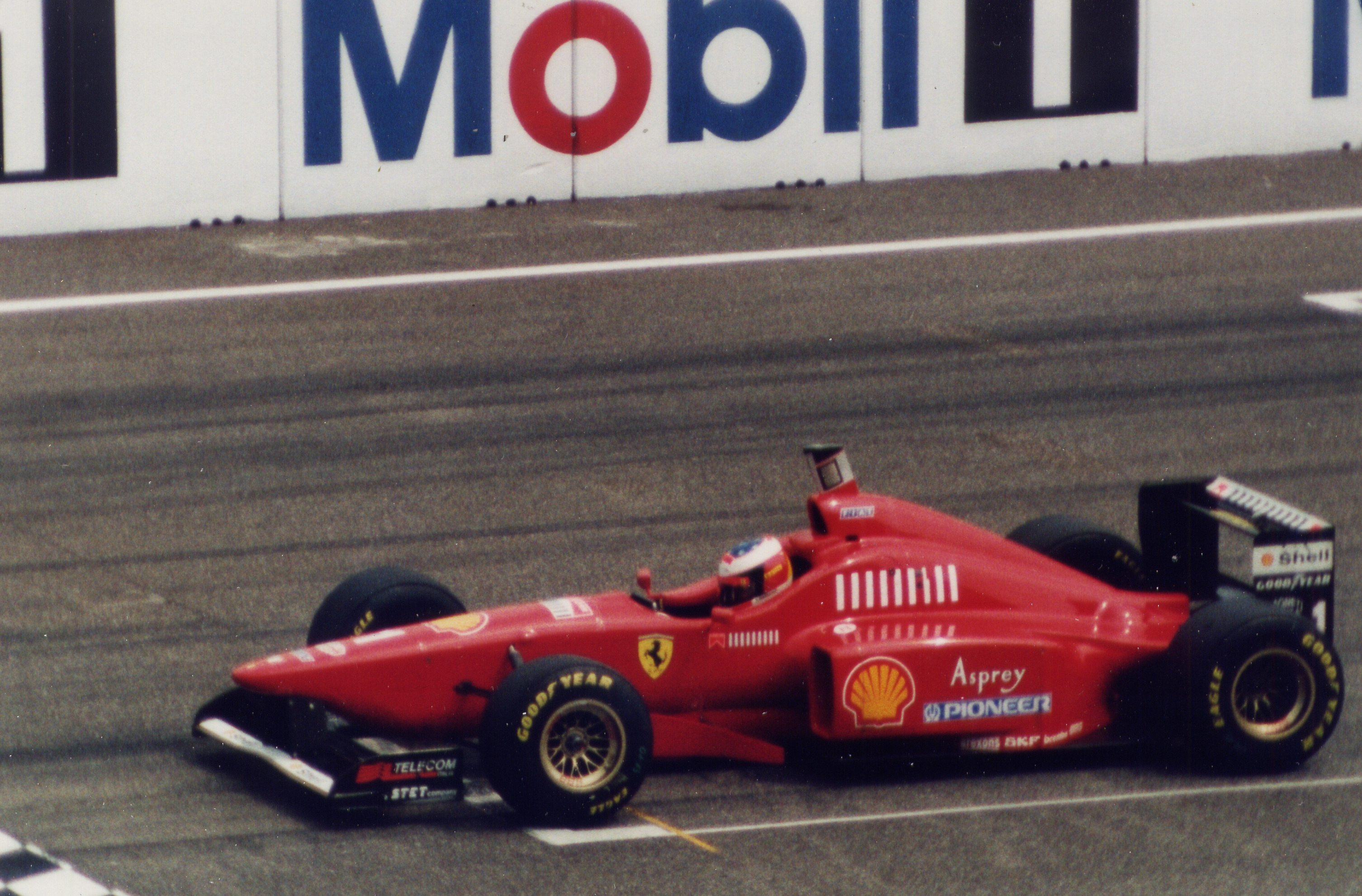
La Ferrari F310 de Michael Schumacher lors du Grand Prix d'Allemagne 1996.

La Ferrari F310 est une monoplace de premier plan mais n'a pas le rythme ni la fiabilité qui ont permis à la Williams FW18 de dominer le championnat. Schumacher remporte trois Grand Prix mais le manque de fiabilité de la voiture entraîne huit abandons consécutifs pour Irvine, le plus souvent pour des problèmes mécaniques et trois abandons simultanés pour les pilotes Ferrari. Le développement de la voiture a aussi été difficile, des pièces de la Ferrari 412 T2 de 1995 ayant été utilisées au début de la saison.
Cette voiture est la première monoplace de Ferrari à utiliser un moteur V10, propulseur qui tend à se généraliser dans les équipes. Comparé au moteur V12, il permet de baisser le centre de gravité, grâce à un poids et un encombrement moindres, tout en offrant une puissance sensiblement équivalente. Le nom de F310 se réfère ainsi au moteur : un 3 litres 10 cylindres.
En début de saison, la F310 est la seule voiture du plateau à avoir un nez bas, alors que le nez haut est très en vogue et est aérodynamiquement préféré. Le concepteur en chef, John Barnard, annonce son intention de fabriquer un nez haut pour la monoplace, et que la F310 a pour but de remporter le championnat du monde. Ainsi, à partir du Grand Prix du Canada, la F310 adopte un nez haut. 
À la fin de la saison, Ferrari termine deuxième du championnat des constructeurs avec 70 points. 

## Résultats en championnat du monde de Formule 1

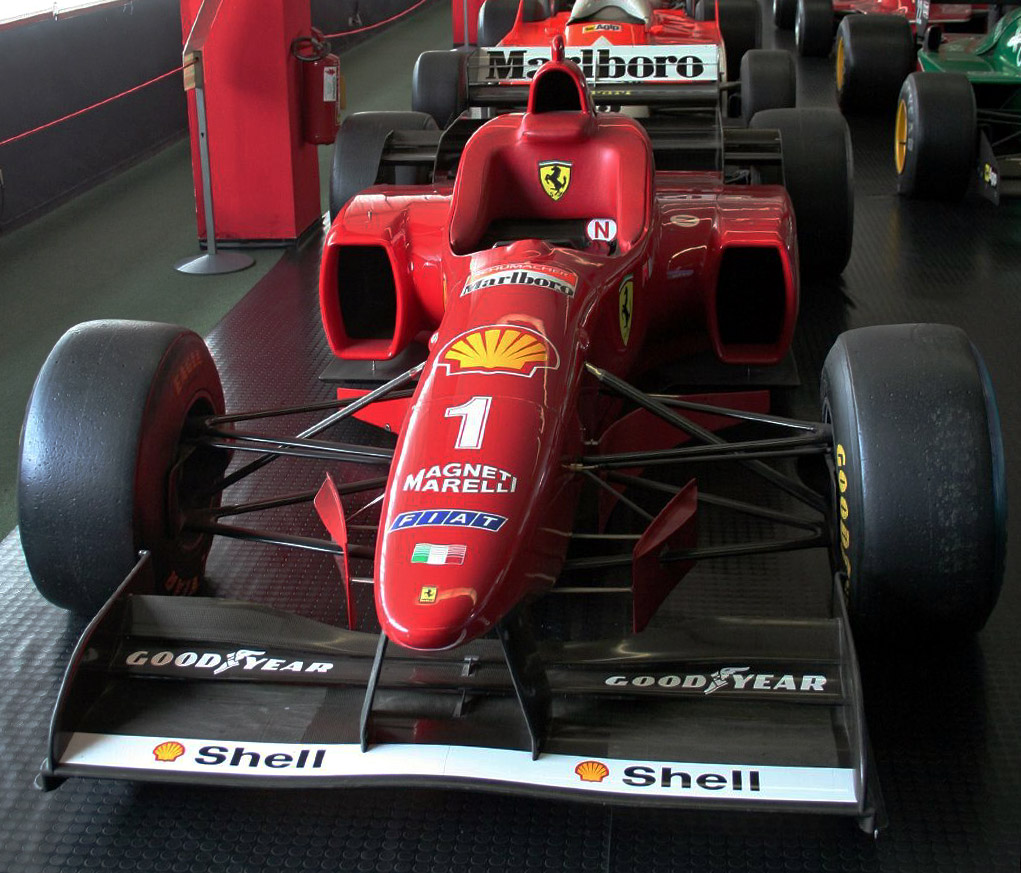
Le nez surélevé de la Ferrari F310, évolution apparue au Grand Prix du Canada

| Saison | Écurie           | Moteur      | Pneus    | Pilotes            | Courses | Courses | Courses | Courses | Courses | Courses | Courses | Courses | Courses | Courses | Courses | Courses | Courses | Courses | Courses | Courses | Points inscrits | Classement |
| Saison | Écurie           | Moteur      | Pneus    | Pilotes            | 1       | 2       | 3       | 4       | 5       | 6       | 7       | 8       | 9       | 10      | 11      | 12      | 13      | 14      | 15      | 16      | Points inscrits | Classement |
| ------ | ---------------- | ----------- | -------- | ------------------ | ------- | ------- | ------- | ------- | ------- | ------- | ------- | ------- | ------- | ------- | ------- | ------- | ------- | ------- | ------- | ------- | --------------- | ---------- |
| 1996   | Scuderia Ferrari | Ferrari V10 | Goodyear |                    | AUS     | BRÉ     | ARG     | EUR     | SMR     | MON     | ESP     | CAN     | FRA     | GBR     | ALL     | HON     | BEL     | ITA     | POR     | JAP     | 70              | 2e         |
| 1996   | Scuderia Ferrari | Ferrari V10 | Goodyear | Michael Schumacher | Abd     | 3e      | Abd     | 2e      | 2e      | Abd     | 1er     | Abd     | Np      | Abd     | 4e      | 9e      | 1er     | 1er     | 3e      | 2e      | 70              | 2e         |
| 1996   | Scuderia Ferrari | Ferrari V10 | Goodyear | Eddie Irvine       | 3e      | 7e      | 5e      | Abd     | 4e      | 7e      | Abd     | Abd     | Abd     | Abd     | Abd     | Abd     | Abd     | Abd     | 5e      | Abd     | 70              | 2e         |

Légende : ici 